# HD206561
HD206561 — хімічно пекулярна зоря спектрального класу
A4 й має  видиму зоряну величину в смузі V приблизно  5,9.
Вона  розташована на відстані близько 409,2 світлових років від Сонця.

## Фізичні характеристики
Зоря HD206561 обертається 
досить швидко 
навколо своєї осі. Проєкція її екваторіальної швидкості на промінь зору становить  Vsin(i)= 92км/сек.